# Édouard Deransart
Louis Édouard Deransart, né le 5 octobre 1840 dans le 2e arrondissement de Paris et mort le 25 octobre 1905 dans le 9e arrondissement de Paris, est un compositeur français.

## Biographie
Chef d'orchestre au bal Valentino et au Café-Concert des Ambassadeurs, Édouard Deransart est l'auteur des musiques de nombreuses chansons de la fin du XIXe siècle. Le titre Qui qu'a vu Coco sur le Trocadéro ? a valu son surnom à Coco Chanel. On lui doit aussi des opérettes et des fantaisies comme Naïades & Tritons (opérette aquatique, 1878), Le Dindon de la farce (1877), La Défaite d'Annibal (1876) ou encore Une intrigue aux Porcherons (1889).